# Chiribiquete-Smaragdkolibri
Der Chiribiquete-Smaragdkolibri (Chlorostilbon olivaresi) ist eine Vogelart aus der Familie der Kolibris (Trochilidae). Die Art hat ein Verbreitungsgebiet, das etwa 6.600 Quadratkilometer in dem südamerikanischen Land Kolumbien umfasst. Der Bestand wird von der IUCN als nicht gefährdet (least concern) eingeschätzt.

## Merkmale
Der Chiribiquete-Smaragdkolibri erreicht eine Körperlänge von etwa 8 Zentimetern. Die Schnabellänge (Culmen) beträgt 21,8 Millimeter. Die Flügeltiefe ist ca. 5 Zentimeter, der Schwanzlänge 2,6 Zentimeter und die Fußstelze (Tarsus) 4,4 Millimeter. Dabei wiegt er ca. 3,4 Gramm. Die Krone, der Nacken, der Rücken und der Bürzel des Männchens sind metallgrün. Der vordere Teil des Scheitels schimmert goldgrün.  Postokular (hinter den Augen) befindet sich ein kleiner grauweißer Fleck. Der obere Teil des Schwanzes ist blaugrün und wird nach unten dunkel stahlblau. Das Gesicht und der seitliche Nacken sind smaragdgrün und weisen hellgrüne Reflexionen auf. An der Kehle bis zur oberen Brust geht die Farbe abrupt ins Blaugrün über. Richtung unterer Brust und Bauch ist er farblich wieder smaragdgrün. Am Oberschenkel findet sich ein kleiner weißer Büschel. Der Unterkiefer ist rot, während der Rest des Schnabels sowie die gesamten Beine schwarz sind. Der Unterteil des Weibchens ist im Gegensatz zum Männchen bronzegrün. Auf dem Rücken hat das Weibchen blaue Flecken, sodass es leicht schuppig wirkt. Die innere Steuerfedern sind blau und werden nach außen dunkelblau. Dabei enthalten die äußeren Federn leicht graue Sprenkel. Die Wangen und der Ohrbereich sind rußgrau mit dunkelbronzenen Einfärbungen. Das Unterteil ist blassgrau bis bräunlich.

## Habitat

Verbreitungsgebiet des Chiribiquete-Smaragdkolibris

Der Kolibri ist ausschließlich in der Serranía de Chiribiquete beheimatet. In der Gegend befinden sich einige Sandstein-Tafelberge. Die Flora ist geprägt von Bonnetia martiana (aus der Familie Teestrauchgewächse),  Clusia chiribiquensis (aus der  Familie Johanniskrautgewächse),  Tepuianthus savannensis (aus der Familie der Seidelbastgewächse), Graffenriedia (aus der Familie der Schwarzmundgewächse) und Decagonocarpus cornutus (aus der Familie der Rautengewächse). Der Kolibri bewegt sich  vorzugsweise im Gebüsch der Bonnetia, doch auch an den rot-orangen Blüten der Decagonocarpus cornutus hält er sich gerne auf. Manchmal sieht man ihn an Felsvorsprüngen, die von Wald umsäumt sind. Auch hier hält er sich vor allem im Gestrüpp auf. Der Vogel bewegt sich in Höhen zwischen 300 und 900 Metern. In den umliegenden waldigen Tiefebenen um die Tafelberge findet man ihn nicht.

## Verhalten
Seinen Nektar holt sich der Kolibri meist an den Blüten der Decagonocarpus cornutus. Im Laub und den Blüten der Bonnetia und anderem Gebüsch sammelt er kleine Arthropoden. Außerdem fängt er Insekten im Flug. Zu seiner Beute gehören Fransenflügler, Fliegen und Hautflügler. Die Brutzeit ist im November bis Dezember und wahrscheinlich im Mai. Es wurde beobachtet, dass sich der Kolibri bis ca. Ende Juli mausert.

## Unterarten
Es ist bisher keine Unterart des Chiribiquete-Smaragdkolibri bekannt. Die Art gilt deshalb als monotypisch. Früher galt die Art als Unterart des Blauschwanz-Smaragdkolibri (Chlorostilbon mellisugus). Im Jahr 2003 hat das South American Check-list Committee unter anderem Chlorostilbon olivaresi als eigene Art anerkannt.

## Etymologie und Forschungsgeschichte
Das Typusexemplar zur Erstbeschreibung wurde am 24. November 1992 von Stiles, José Luis Tellería und Mario Díaz Esteban im Valle de los Menhires in der Serranía de Chiribiquete gesammelt.
Das Wort Chlorostilbon setzt sich aus den griechischen Worten »chlōros χλωρός« für »grün« und »stilbōn στίλβων« für »scheinend« zusammen. Die Griechen gaben dem Merkur den Beinamen Stilbōn was auf das Verb »stilb« für »blinken« zurückzuführen ist.
Die neue Art wurde von Frank Gary Stiles zu Ehren von Fray Antonio Olivares Celis benannt, den er einen Pionier der kolumbianischen Ornithologie nennt und der wesentlichen Anteil beim Aufbau der Vogelsammlung des Instituto de Ciencias Naturales hatte.